# Nudaurelia capdevillei
Nudaurelia capdevillei is een vlinder uit de familie nachtpauwogen (Saturniidae), onderfamilie Saturniinae.
De wetenschappelijke naam van de soort is, als Imbrasia (Nudaurelia) capdevillei, voor het eerst geldig gepubliceerd door Rougeot in 1979.